# آيدر (تركيا)
آيدر هي قرية تقع في ولاية ريزا شمال شرق تركيا، وتعد من المناطق الجبلية المأهولة بالسكان. تقع القرية على ارتفاع 1350 مترًا فوق مستوى سطح البحر، وتُعرف بتضاريسها الجبلية وغاباتها الكثيفة، كما تُشبه في طبيعتها مناطق جبال الألب. 

## الجغرافيا والمناخ
تتميز آيدر بمناخ معتدل خلال فصل الصيف، إذ تتراوح درجات الحرارة بين 15 و25 درجة مئوية. في فصل الشتاء، تغطى المنطقة بالثلوج، وتُمارس فيها بعض الأنشطة المرتبطة بالطقس البارد، مثل التزلج. 

## الشلالات والينابيع
تضم المنطقة عددًا من الشلالات الجبلية، من بينها شلال "غلين تولو"، الذي يُعد من أبرز المعالم الطبيعية في القرية. كما تنتشر الينابيع الساخنة الطبيعية في محيط القرية، وتُستخدم بعض هذه الينابيع لأغراض علاجية تقليدية. 

## الغابات
تحيط بآيدر غابات من الأشجار الصنوبرية والزان، وتشكل هذه الغابات جزءًا كبيرًا من الغطاء النباتي في المنطقة. تحتوي هذه المناطق على مسارات مخصصة للمشي وركوب الدراجات. 

## الأنشطة
تشهد آيدر مجموعة من الأنشطة المرتبطة بطبيعتها الجبلية، منها مسارات مخصصة لتسلق الجبال. كما تُمارس فيها أنشطة مثل الطيران الشراعي، الذي يُنفذ من المرتفعات المحيطة، و التجديف في الأنهار القريبة التي تتميز بجريانها السريع. إضافة إلى ذلك، يمكن لزوار المنطقة التوجه إلى القرى المجاورة مثل قرية جامليهمشين، حيث تتاح فرصة التعرف على أنماط الحياة الريفية. 

## الثقافة
يُعد سكان آيدر من أصول لازية، وهي إحدى الجماعات العرقية المحلية في منطقة البحر الأسود. يحتفظ السكان ببعض العادات الثقافية الخاصة، بما في ذلك الموسيقى التقليدية واللباس المحلي. وتُقام في القرية فعاليات موسمية، مثل مهرجان المصارعة على العشب الذي يُنظم خلال فصل الصيف. 